# Peloribates haramachiensis
Peloribates haramachiensis är en kvalsterart som beskrevs av Aoki 1999. Peloribates haramachiensis ingår i släktet Peloribates och familjen Haplozetidae. Inga underarter finns listade i Catalogue of Life.